# Donaldo Ross
Donaldo Ross (* 1904 in Montevideo; † 1972 in Guadalajara, Mexiko) war ein uruguayischer Fußballtrainer und Fußballspieler, der während seiner aktiven Zeit in der Sturmreihe agierte.

## Biografie

### Spieler
Donaldo Ross spielte vor Anbruch des Professionalismus in der uruguayischen Hauptstadt Montevideo bei Uruguay Onward, Charley FC und Defensor Sporting, die alle in jener Zeit in der ersten Liga waren. Seit etwa 1925 spielte er im südbrasilianischen Bundesstaat Rio Grande do Sul; zunächst bei Grêmio Santanense in Santana do Livramento, Cachoeira FC aus Cachoeira do Sul und anschließend bei Grêmio Esportivo e Recreativo 14 de Julho, seit einer Fusion 1986 bekannt als EC Passo Fundo, in Passo Fundo. Seit 1927 spielte er in der Staatshauptstadt Porto Alegre beim SC Internacional, der in jenem Jahr nicht nur die Stadtmeisterschaft, sondern auch seine erste Staatsmeisterschaft von Rio Grande do Sul gewann. 1930 gewann er mit dem Provinzverein EC Pelotas eine weitere Staatsmeisterschaft. 1935 verstärkte er in der chilenischen Hauptstadt den Santiago FC, der alsbald danach in einer Fusion zum CD Santiago Morning mutierte.
Donald Ross wird allgemein als Halblinks oder Mittelstürmer beschrieben, der, wenngleich er nicht besonders torgefährlich war, durch seine hervorragende Technik und Spielübersicht auffiel.

### Trainer
Es wird berichtet, dass Donaldo Ross bereits in Chile, möglicherweise beim großen Verein CSD Colo-Colo, seine Trainerlaufbahn begann. Details hierzu gibt es aber keine.
Bei der ersten professionellen Fußballmeisterschaft von Kolumbien löste Donaldo Ross nach dem fünften Spieltag im September 1948 den ehemaligen argentinischen Nationalspieler Fernando Paternóster auf der Trainerbank von América de Cali ab und führte die Mannschaft bis zum Saisonende auf den fünften Rang. 1951 trainierte er in Manizales den Verein Once Deportivo – er sollte zur Saison 1952 mit Deportes Caldas zu Deportivo Manizales fusionieren, aus dem der spätere Libertadores-Sieger Once Caldas hervorging. Zum Ende der Saison belegte Once einen Mittelplatz. Zwischen 1952 und 1953 wirkte er in Kolumbien als Erstligaschiedsrichter. 1954 wurde er bei CD Los Millonarios vom sechsten Spieltag an Nachfolger des argentinischen Nationalspielers El Maestro Adolfo Pedernera, der den Hauptstadtklub von 1951 bis 1953 zu drei Meisterschaften in Serie und auch zu einem Pokalgewinn geführt hatte. Zu mehr als Plätzen im Mittelfeld reichte es bei dem nach seiner goldenen Ära im Umbruch befindlichen Verein aber nicht.
1956 zog Donaldo Ross nach Mexiko und führte den Club Deportivo Guadalajara in der Saison 1956/57 auf Anhieb zu seinem ersten Meistertitel. Er leitete damit die Época del Campeonísimo ein, in der Guadalajara bis 1965 unter anderem insgesamt sieben Meistertitel gewinnen sollte. Ross verließ den Verein allerdings aufgrund von anhaltenden Differenzen mit dem Präsidenten bereits nach dem Ende der ersten Saison und wurde durch den Ungarn Árpád Fekete ersetzt.
Von 1959 bis 1960 und von 1962 bis 1963 war er beim Club Necaxa, mit dem er 1960 den Pokal von Mexiko durch einen dramatischen 10:9-Sieg im Elfmeterschießen gegen den Tampico-Madero FC gewann, nachdem zum Ende der regulären Spielzeit 2:2 stand. Zwischenzeitlich war er ein Jahr bei Atlético Morelia.
Später trainierte er noch 1963/64 Nacional de Guadalajara und in der Saison 1971/72 die gerade neugegründeten Tecos de la Universidad Autónoma de Guadalajara, die in der dritten Liga antraten.
Donaldo Ross war ein Bruder von Conrado Ross, der als Trainer unter anderem in den 1920er und 1930er Jahren in der Schweiz und Frankreich zu Erfolgen kam. Donaldo Ross verstarb 1972 an einem Herzinfarkt, die er in einem Autobus auf dem Weg zum Training erlitt.